# Sherman Cárdenas
Sherman Andrés Cárdenas Estupiñán (Bucaramanga, 7 agosto 1989) è un calciatore colombiano, centrocampista dell'Atlético Bucaramanga.

## Caratteristiche tecniche
È un centrocampista offensivo mancino, ma in grado di usare entrambi i piedi. Calciatore veloce e talentuoso, nonostante qualche difetto da limare, è considerato uno dei migliori calciatori per il futuro del suo paese.

## Carriera

### Club
Cárdenas debuttò a 16 anni, diventando uno dei giocatori colombiani più giovani ad esordire nel calcio. Infatti, fu schierato in campo dall'Atlético Bucaramanga nella sfida contro il Real Cartagena, nella Categoría Primera A.

### Nazionale
Partecipò, con la Colombia under 20, al Sudamericano Sub-20 2007.

## Palmarès

### Club

#### Competizioni nazionali
- Campionato colombiano: 3

Atlético Nacional: 2013-I, 2013-II, 2014-I
- Copa Colombia: 1

Atlético Nacional: 2013